# Modena (Wisconsin)
Modena è un comune degli Stati Uniti d'America, nella contea di Buffalo, nello Stato del Wisconsin.